# Freestyle Chess Grand Slam Tour
Le Freestyle Chess Grand Slam Tour est un circuit de tournois d'échecs aléatoires (Freestyle Chess) organisé en 2025 par Freestyle Chess Operations. Les meilleurs joueurs mondiaux sont invités.

## Organisation
Le circuit est composé de cinq tournois.
Les tournois 1 (Weisenhaus) et 2 (Paris) sont précédés d'un tournoi de qualification (play-in) consistant en un système suisse, suivi d'un tournoi à élimination directe.
Les tournois du grand chelem durent 8 jours. 
Les deux premiers jours, les 10 joueurs qualifiés (12 joueurs à partir du deuxième tournoi) disputent un tournoi toutes rondes rapide où la cadence est de 10 minutes avec 10 secondes d'incrément.
Les huit premiers disputent un tournoi à élimination directe.

## Palmarès des tournois du circuit
| Tournoi | Lieu                     | Dates         | Vainqueur      | Deuxième (finaliste) | Troisième        | Quatrième         | Participants |
| ------- | ------------------------ | ------------- | -------------- | -------------------- | ---------------- | ----------------- | ------------ |
| 1       | Weißenhaus ( Allemagne)  | 7-14 février  | Vincent Keymer | Fabiano Caruana      | Magnus Carlsen   | Javokhir Sindarov | 10 joueurs   |
| 2       | Paris ( France)          | 7-14 avril    | Magnus Carlsen | Hikaru Nakamura      | Fabiano Caruana  | Vincent Keymer    | 12 joueurs   |
| 3       | Karlsruhe ( Allemagne)   | 17-21 avril   | Magnus Carlsen | Parham Maghsoodloo   | Andreï Essipenko | Frederik Svane    | 54 joueurs   |
| 4       | Las Vegas ( États-Unis)  | 17-21 juillet | Levon Aronian  | Hans Niemann         | Magnus Carlsen   | Hikaru Nakamura   | 16 joueurs   |
| 5       | Le Cap ( Afrique du Sud) | 5-12 décembre |                |                      |                  |                   |              |

## Palmarès des tournois de qualification («Play-In»)
| Tournoi | Dates                                               | Vainqueur                                           | Finaliste                                           |
| ------- | --------------------------------------------------- | --------------------------------------------------- | --------------------------------------------------- |
| 1       | 6-8 janvier                                         | Vladimir Fedosseïev                                 | Javokhir Sindarov                                   |
| 2       | 12-24 mars                                          | Vidit Santosh Gujarathi                             | Richard Rapport                                     |
| 3       | Pas de tournoi Play-In pour le tournoi de Karlsruhe | Pas de tournoi Play-In pour le tournoi de Karlsruhe | Pas de tournoi Play-In pour le tournoi de Karlsruhe |
| 4       |                                                     |                                                     |                                                     |
| 5       |                                                     |                                                     |                                                     |